# Zwoleń (gromada)
Zwoleń (do 31 XII 1969 Strykowice) – dawna gromada, czyli najmniejsza jednostka podziału terytorialnego Polskiej Rzeczypospolitej Ludowej w latach 1954–1972.
Gromady, z gromadzkimi radami narodowymi (GRN) jako organami władzy najniższego stopnia na wsi, funkcjonowały od reformy reorganizującej administrację wiejską przeprowadzonej jesienią 1954 do momentu ich zniesienia z dniem 1 stycznia 1973, tym samym wypierając organizację gminną w latach 1954–1972.
Gromadę Zwoleń z siedzibą GRN w mieście Zwoleń (nie wchodzącym w jej skład) utworzono 1 stycznia 1970 w powiecie zwoleńskim w woj. kieleckim w związku z przeniesiem siedziby gromady Strykowice ze Strykowic Górnych do Zwolenia ze zmianą nazwy jednostki na gromada Zwoleń; równocześnie do nowo utworzonej gromady Zwoleń przyłączono wieś Melanów z gromady Tczów  w tymże powiecie oraz z miasta Zwolenia w tymże powiecie obszary miejscowości Bożenczyzna, Kopaniny, Mostki, Niwki, Osiny, Pałki, Podlinówek, Podzagajnik, Sosnowica i Wąskie Ostrowy o łącznej powierzchni 2390 ha; z gromady Zwoleń wyłączono natomiast wsie Wojciechówka i Annów, włączając je do gromady Policzna w tymże powiecie.
Gromada przetrwała do końca 1972 roku, czyli do kolejnej reformy gminnej. 1 stycznia 1973 roku w powiecie zwoleńskim utworzono gminę Zwoleń.